# Jan Kooge
Johannes Hendrik (Jan) Kooge (Alkmaar, 14 juli 1935 – aldaar, 4 augustus 2016) was een Nederlands voetballer die zowel als verdediger als aanvaller speelde.
Kooge begon bij RKAFC waar hij op vijftienjarige leeftijd in het eerste team kwam. In 1955 ging hij naar Alkmaar '54 waarvoor hij tussen 1957 en 1964 meer dan honderd wedstrijden in het profvoetbal speelde. Kooge keerde terug bij RKAFC waar hij in 1968 stopte als speler. Hierna bleef hij in vele functies actief bij de in 1969 in AFC '34 hernoemde vereniging en werd in 2002 benoemd tot lid van verdienste.

## Carrièrestatistieken
| Seizoen         | Club            | Land            | Competitie       | Competitie | Competitie | Beker | Beker | Internationaal | Internationaal | Overig | Overig | Totaal | Totaal |
| Seizoen         | Club            | Land            | Competitie       | Wed.       | Dlp.       | Wed.  | Dlp.  | Wed.           | Dlp.           | Wed.   | Dlp.   | Wed.   | Dlp.   |
| --------------- | --------------- | --------------- | ---------------- | ---------- | ---------- | ----- | ----- | -------------- | -------------- | ------ | ------ | ------ | ------ |
| 1955/56         | Alkmaar '54     | Nederland       | Eerste klasse B  | –          | 0          | –     | –     | –              | –              | 0      | 0      | –      | 0      |
| 1956/57         | Alkmaar '54     | Nederland       | Eerste divisie A | –          | 0          | –     | 0     | –              | –              | 0      | 0      | –      | 0      |
| 1957/58         | Alkmaar '54     | Nederland       | Eerste divisie A | 20         | 5          | –     | 0     | –              | –              | 0      | 0      | –      | 5      |
| 1958/59         | Alkmaar '54     | Nederland       | Eerste divisie A | –          | 0          | –     | 1     | –              | –              | 0      | 0      | –      | 1      |
| 1959/60         | Alkmaar '54     | Nederland       | Eerste divisie B | 8          | 3          | –     | –     | –              | –              | 0      | 0      | 10     | 3      |
| 1960/61         | Alkmaar '54     | Nederland       | Eredivisie       | 10         | 3          | –     | 0     | –              | –              | 0      | 0      | –      | 3      |
| 1961/62         | Alkmaar '54     | Nederland       | Eerste divisie A | 24         | 7          | –     | 0     | –              | –              | 0      | 0      | –      | 7      |
| 1962/63         | Alkmaar '54     | Nederland       | Tweede divisie A | 24         | 2          | –     | 0     | –              | –              | 0      | 0      | –      | 2      |
| 1963/64         | Alkmaar '54     | Nederland       | Tweede divisie A | 6          | 1          | –     | 0     | –              | –              | 0      | 0      | –      | 1      |
| Carrière totaal | Carrière totaal | Carrière totaal | Carrière totaal  | –          | 21         | –     | 1     | 0              | 0              | 0      | 0      | –      | 22     |

## Erelijst
Alkmaar '54
| Nationaal      |    |         |
| Eerste divisie | 1x | 1959/60 |
| Tweede divisie | 1x | 1963/64 |